# マルチン・ブツァー

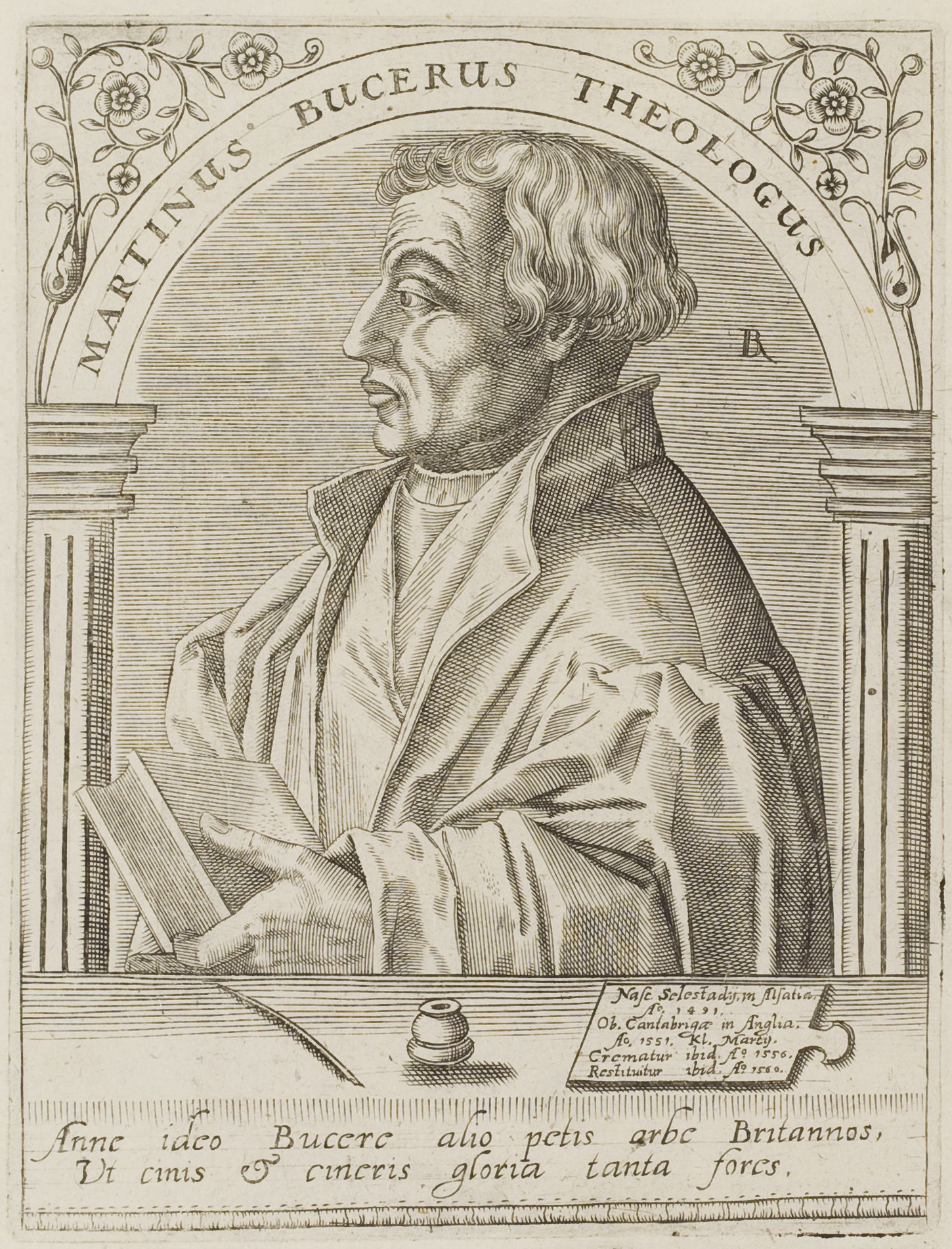
マルチン・ブツァー

マルチン・ブツァー（Martin Butzer（またはBucer）, 1491年11月11日 - 1551年2月28日）は、シュトラースブルクの宗教改革の神学者である。

## 生涯
1506年にドミニコ会の修道士になるが、エラスムスの影響を受け、宗教改革に関心を持つ。1518年にハイデルベルク討論でルターに出会い、影響を受けてプロテスタントに改宗する。
1532年より、アルザスでプロテスタントの布教活動を行い、カトリック教会から破門される。これより、宗教改革者としてストラスブールに教会の改革に尽力した。カトリックとの和解を目指して、1540年から翌年まで会議を開いたが、失敗に終わり、1549年カンタベリー大主教トマス・クランマーの招きでイングランドに渡り、エドワード6世の治世下のイングランドの教会の改革に関わり、「キリスト王国論」（De regno Christi）を著す。

## 神学
聖餐論では、ツヴィングリの立場に近い。また、牧会や教会組織に関する教会論での先駆的な思想はカルヴァンに影響を与えた。